# 巴里·奧法雷爾
巴里·羅伯特·奧法雷爾，AO（1959年5月24日—）是澳大利亞的一位前政治人物。他在2011年至2014年期間擔任第43屆新南威爾斯州長。在2007年至2014年，他曾經擔任新南威爾斯自由黨的黨魁。2020年至2023年任澳洲駐印度高級專員。奧法雷爾畢業於澳大利亞國立大學，是一位天主教信徒。

## 外部連結
- Parliamentary Profile